# Constantia (mollusque)
Genre
Constantia est un genre de mollusques gastéropodes marins parasites de l'ordre des Littorinimorpha et de la famille des Vanikoridae. 

## Historique
Le genre Constantia est décrit en 1860 par le zoologiste britannique Arthur Adams (1820-1878),.

## Liste des espèces
Selon BioLib (3 septembre 2019) :
- Constantia acutocostata Bandel & Kowalke, 1997
- Constantia elegans A. Adams, 1860 (type)
- Constantia jucunda Tapparone-Canefri, 1874
- Constantia standeni J. C. Melvill, 1899
- Constantia tantilla A. Adams, 1861